# Cattedrale di Kuopio
La cattedrale di Kuopio (in finlandese: Kuopion tuomiokirkko) è la cattedrale luterana evangelica di Kuopio, in Finlandia, ed è la sede della diocesi di Kuopio.

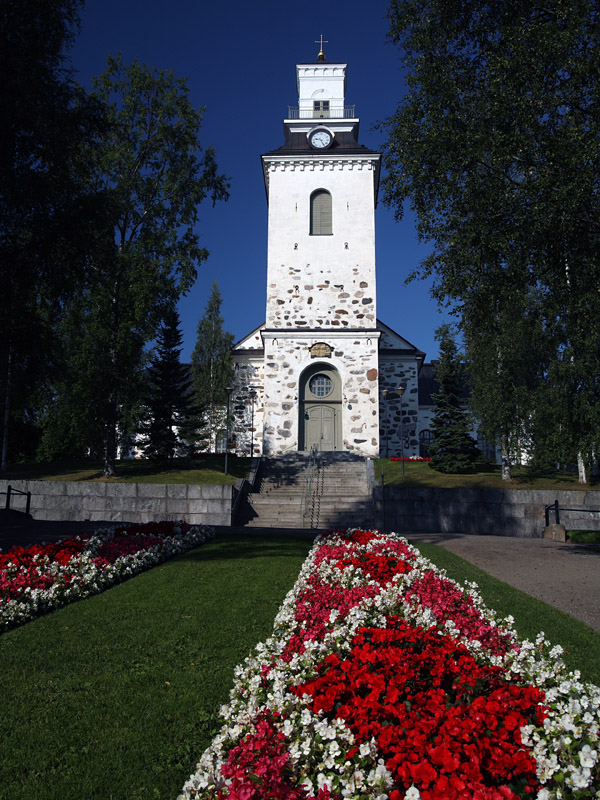
La cattedrale

## Storia
La cattedrale è una chiesa in pietra costruita sulla collina di Vahtivuori. L'edificio di stile neoclassico è stato progettato dall'architetto Pehr Wilhelm Palmroth nel 1795. Jacob Rijf ha diretto la costruzione della chiesa tra il 1806 ed il 1807. Nel 1808 l'edificio, che aveva raggiunto l'altezza della cornice, è stato interrotto dalla guerra di Finlandia. I lavori hanno ripreso nel 1812 per concludersi nel 1815. La cattedrale è stata inaugurata il 7 aprile 1816.

## Descrizione
L'altezza della chiesa è di 35,5 m e sorge a 56,4 m sopra il lago Kallavesi, ad un'altitudine di 138,2 m. La chiesa ha due campane risalenti al 1928 e 1951.
La pala d'altare è stata dipinta nel 1843 a San Pietroburgo da Berndt Abraham Godenhjelm ed è stata offerta alla cattedrale dal pastore e teologo Matthias Ingman.
Gli organi principali sono stati costruiti nel 1886 dalla fabbrica danese Bruno Christensen & Sønner Orgelbyggeri. Gli organi del coro sono stati prodotti nel 2003 dalla fabbrica di organi svedese AB Orgelbyggeri Robert Gustavsson.